# Lában
Lában (hebrejsky לָבָן‎, Lavan) je starozákonní postava. Lában byl syn Betúelův a bratr Rebeky a otec Ley a Ráchel, pramatek synů Izraele. Jméno znamená „Bílý“ a jako takové je zřejmě odvozeno od přízviska Měsíce, respektive měsíčního božstva, což by zdůrazňovalo modlářský charakter jeho nositele. Ostatně takovýto charakter je připisován jeho nositeli i v Bibli. První biblická zmínka o něm se však váže k zasnoubení jeho sestry Rebeky s Izákem, kde vystupuje jako jednatel a mluvčí svého otce. Komentátoři Bible si všímají, že v jeho případě jakákoli úslužnost a vstřícnost vůči ostatním vyvěrá vždy z vidiny vlastního prospěchu a zisku.
Zvlášť zavrženíhodného způsobu prospěchářství se Lában dopustil vůči Jákobovi, svému synovci, za něhož provdal své dvě dcery. Nejen že ho podvedl o svatební noci, kdy mu místo Ráchel podstrčil starší Leu, ale donutil ho za nechtěný sňatek, aby u něj nádeničil o sedm let déle, než měli původně smluveno. Když po uplynutí této lhůty chtěl Jákob po svém tchánovi, aby ho propustil i s jeho manželkami a dětmi, které se mu mezitím narodily, Lában na Jákoba naléhal, aby u něj zůstal, protože zjistil, že mu Hospodin kvůli němu žehná. Když Lában nabídl odměnu, Jákob zůstal. Lában však tuto odměnu několikrát svévolně změnil, a tak Jákob se svými ženami a dětmi svého vypečeného tchána v nestřežené chvíli nakonec opouští. Lábana ale toto Jákobovo počínání natolik rozčílilo, že se rozhodl Jákoba pronásledovat a pobít celý jeho tábor. Od svého záměru upustil až poté, co se mu ve snu zjevil Bůh, který ho varoval, aby Jákobovi neubližoval. Tehdy Lában uzavřel s Jákobem smlouvu, že ani jeden z nich nepřekročí vybudovaný kamenný val, aby tomu druhému ublížil.
Podle židovské tradice Lában sice tento val nikdy osobně nepřekročil, nicméně stále živil svou nenávist vůči Jákobovi a tuto nenávist vštípil svým potomkům. Podle midraše byl jedním z jeho potomků prorok Bileám, který onen val na žádost moábského krále Balaka překročil proto, aby proklel izraelské kmeny. K tomuto jednání ho motivovala především vštípená nenávist a také ziskuchtivost.